# Mike McDaniel
Michael Lee „Mike“ McDaniel (geboren am 3. März 1983 in Aurora, Colorado) ist ein US-amerikanischer American-Football-Trainer. Er ist seit 2022 Head Coach der Miami Dolphins in der National Football League (NFL) und war zuvor seit 2005 als Assistenztrainer in der NFL aktiv.

## Frühe Jahre
McDaniel wurde in Aurora, dem größten Vorort von Denver, Colorado, geboren und besuchte dort die Smoky Hill High School. Er ging auf die Yale University und machte dort seinen Abschluss in Geschichte. Zudem spielte McDaniel als Wide Receiver für die Yale Bulldogs, das College-Football-Team der Yale University. Als Kind war McDaniel Fan der Denver Broncos und besuchte jährlich die Saisonvorbereitung des Teams an der University of Northern Colorado. Er wurde Balljunge bei den Broncos und seine alleinerziehende Mutter lernte dort den Videoanalysten der Broncos kennen, der später McDaniels Stiefvater wurde.

## Karriere als Trainer
Während McDaniel in Yale mit seiner Abschlussarbeit beschäftigt war, begann er, sich bei allen 32 NFL-Teams um eine Stelle als Praktikant im Trainerstab zu bewerben und wurde 2005 von den Broncos unter Head Coach Mike Shanahan eingestellt. Zur Saison 2006 wechselte McDaniel zu den Houston Texans, die Denvers Offensive Coordinator Gary Kubiak als neuen Head Coach eingestellt hatten, und war dort Assistent von Mike Shanahans Sohn Kyle Shanahan, der bei den Texans 2008 zum Offensive Coordinator aufstieg. McDaniel hatte in seiner Zeit in Houston mit Alkoholismus zu kämpfen und wurde im Dezember 2008 entlassen, nachdem er deswegen mehrere Anrufe von Kubiak verpasst hatte. Daraufhin schloss er sich zwei Jahre lang dem Trainerstab der California Redwoods (ab 2010 Sacramento Mountain Lions) in der United Football League an, bevor er zur Saison 2011 in die NFL zu den Washington Redskins zurückkehrte, wo erneut mit Mike Shanahan als Head Coach und Kyle Shanahan als Offensive Coordinator zusammenarbeitete. In seiner Zeit bei den Redskins spezialisierte McDaniel sich auf das Laufspiel, das er vor allem aus Perspektive der Offensive Line betrachtete. McDaniel begleitete Kyle Shanahan nach drei Jahren bei den Redskins auch bei seinen folgenden Stationen bei den Cleveland Browns 2014 sowie den Atlanta Falcons 2015 und 2016. Aufgrund erneuter Alkoholprobleme, die von Ärzten als Zeichen einer Depression diagnostiziert wurden, unterzog er sich mithilfe der Falcons einer dreiwöchigen Therapie und ist laut eigener Aussage seit Januar 2016 trockener Alkoholiker. Ab der Saison 2017 war Shanahan Head Coach der San Francisco 49ers, McDaniel war dort zunächst als Run Game Coordinator tätig. Zur Saison 2021 wurde er nach vier Jahren zum Offensive Coordinator der 49ers ernannt.
Am 6. Februar 2022 nahmen die Miami Dolphins McDaniel als Head Coach unter Vertrag. Er folgte bei den Dolphins auf Brian Flores, der am Ende der Saison 2021 nach drei Spielzeiten entlassen worden war.